# American Hockey League 1961-1962
La stagione 1961-1962 è stata la 26ª edizione della American Hockey League, la più importante lega minore nordamericana di hockey su ghiaccio. Da questa stagione vennero reintrodotte le divisioni East e West e venne creato il John D. Chick Trophy per il vincitore della West Division. La stagione vide al via otto formazioni e al termine dei playoff gli Springfield Indians conquistarono la loro terza Calder Cup sconfiggendo i Buffalo Bisons 4-1.

## Modifiche
- Dopo cinque stagioni fecero il loro ritorno in AHL i Pittsburgh Hornets.

## Stagione regolare

### Classifiche
East Division
|  | Pos. | Squadra             | Pt | G  | V  | S  | N | GF  | GS  | DR  |
|  | ---- | ------------------- | -- | -- | -- | -- | - | --- | --- | --- |
|  | 1.   | Springfield Indians | 93 | 70 | 45 | 22 | 3 | 292 | 194 | +98 |
|  | 2.   | Hershey Bears       | 79 | 70 | 37 | 28 | 5 | 236 | 213 | +23 |
|  | 3.   | Providence Reds     | 74 | 70 | 36 | 32 | 2 | 261 | 267 | -6  |
|  | 4.   | Quebec Aces         | 64 | 70 | 30 | 36 | 4 | 208 | 207 | +1  |

West Division
|  | Pos. | Squadra             | Pt | G  | V  | S  | N | GF  | GS  | DR   |
|  | ---- | ------------------- | -- | -- | -- | -- | - | --- | --- | ---- |
|  | 1.   | Cleveland Barons    | 81 | 70 | 39 | 28 | 3 | 255 | 203 | +52  |
|  | 2.   | Buffalo Bisons      | 75 | 70 | 36 | 31 | 3 | 247 | 219 | +28  |
|  | 3.   | Rochester Americans | 72 | 70 | 33 | 31 | 6 | 234 | 240 | -6   |
|  | 4.   | Pittsburgh Hornets  | 22 | 70 | 10 | 58 | 2 | 177 | 367 | -190 |

Legenda:

      Ammesse ai Playoff
Note:

Due punti a vittoria, un punto a pareggio, zero a sconfitta.

### Statistiche
Classifica marcatori
| Giocatore       | Squadra             | PG | Gol | Assist | Punti |
| --------------- | ------------------- | -- | --- | ------ | ----- |
| Bill Sweeney    | Springfield Indians | 70 | 40  | 61     | 101   |
| Willie Marshall | Hershey Bears       | 70 | 30  | 65     | 95    |
| Barry Cullen    | Buffalo Bisons      | 69 | 41  | 53     | 94    |
| Brian Kilrea    | Springfield Indians | 70 | 20  | 73     | 93    |
| Fred Glover     | Cleveland Barons    | 70 | 40  | 45     | 85    |
| Ron Attwell     | Cleveland Barons    | 70 | 28  | 55     | 83    |
| Brian Cullen    | Buffalo Bisons      | 67 | 22  | 59     | 81    |
| Stan Baluik     | Providence Reds     | 69 | 25  | 56     | 81    |
| Jim Mikol       | Cleveland Barons    | 70 | 32  | 48     | 80    |
| Jim Anderson    | Springfield Indians | 70 | 38  | 41     | 79    |
|                 |                     |    |     |        |       |

Classifica portieri
| Giocatore     | Squadra             | PG | MGS  |  |
| ------------- | ------------------- | -- | ---- |  |
| Marcel Paille | Springfield Indians | 45 | 2.56 |  |
| Charlie Hodge | Quebec Aces         | 65 | 2.85 |  |
| Bob Perreault | Hershey Bears       | 66 | 2.86 |  |
| George Wood   | Buffalo Bisons      | 20 | 2.95 |  |
| Les Binkley   | Cleveland Barons    | 60 | 3.02 |  |
|               |                     |    |      |  |

## Playoff
|  | Primo turno | Primo turno         | Primo turno         |                  |               | Semifinali    | Semifinali          | Semifinali |  |  | Calder Cup | Calder Cup | Calder Cup |  |
|  |             |                     |                     |                  |               |               |                     |            |  |  |            |            |            |  |
|  |             |                     |                     |                  |               | E1            | Springfield Indians | 4          |  |  |            |            |            |  |
|  |             |                     |                     |                  |               | E1            | Springfield Indians | 4          |  |  |            |            |            |  |
|  |             |                     | W1                  | Cleveland Barons | 2             |               |                     |            |  |  |            |            |            |  |
|  |             |                     |                     | Cleveland Barons | 2             |               |                     |            |  |  |            |            |            |  |
|  |             |                     |                     |                  |               |               |                     |            |  |  |            |            |            |  |
|  |             |                     |                     |                  |               |               |                     |            |  |  |            |            |            |  |
|  |             | Springfield Indians | Springfield Indians | 4                |               |               |                     |            |  |  |            |            |            |  |
|  |             |                     |                     |                  |               |               |                     |            |  |  |            |            |            |  |
|  |             |                     | Buffalo Bisons      | Buffalo Bisons   | 1             |               |                     |            |  |  |            |            |            |  |
|  | E2          | Hershey Bears       | Buffalo Bisons      | Buffalo Bisons   | 1             | 2             |                     |            |  |  |            |            |            |  |
|  | E2          | Hershey Bears       |                     |                  |               |               |                     |            |  |  |            |            |            |  |
|  | E3          | Providence Reds     | 1                   |                  |               |               |                     |            |  |  |            |            |            |  |
|  | E3          | Providence Reds     | 1                   |                  | Hershey Bears | Hershey Bears | 1                   |            |  |  |            |            |            |  |
|  |             |                     |                     |                  | Hershey Bears | Hershey Bears | 1                   |            |  |  |            |            |            |  |
|  |             |                     | Buffalo Bisons      | Buffalo Bisons   | 3             |               |                     |            |  |  |            |            |            |  |
|  | W2          | Buffalo Bisons      | Buffalo Bisons      | Buffalo Bisons   | 3             | 2             |                     |            |  |  |            |            |            |  |
|  | W2          | Buffalo Bisons      |                     |                  |               |               |                     |            |  |  |            |            |            |  |
|  | W3          | Rochester Americans | 0                   |                  |               |               |                     |            |  |  |            |            |            |  |

## Premi AHL
- Calder Cup: Springfield Indians
- F. G. "Teddy" Oke Trophy: Springfield Indians
- John D. Chick Trophy: Cleveland Barons
- Dudley "Red" Garrett Memorial Award: Les Binkley (Cleveland Barons)
- Eddie Shore Award: Kent Douglas (Springfield Indians)
- Harry "Hap" Holmes Memorial Award: Marcel Paille (Springfield Indians)
- John B. Sollenberger Trophy: Bill Sweeney (Springfield Indians)
- Les Cunningham Award: Fred Glover (Cleveland Barons)

### Vincitori
| Springfield Indians | Portiere: Marcel Paille Difensori: Dave Amadio, Kent Douglas, Pete Goegan, Ted Harris, Don Johns, Bob McCord Attaccanti: Jim Anderson, Jim Baird, Bruce Cline, Dave Duke, Robert Kabel, Brian Kilrea, Bill McCreary, Dennis Olson, Larry Popein, Floyd Smith, Bill Sweeney Allenatore: Pat Egan |

### AHL All-Star Team
First All-Star Team
- Attaccanti: Barry Cullen • Bill Sweeney • Fred Glover
- Difensori: Kent Douglas • Aldo Guidolin
- Portiere: Marcel Paille

Second All-Star Team
- Attaccanti: Dick Gamble • Willie Marshall • Floyd Smith
- Difensori: Bob McCord • Jim Morrison
- Portiere: Bob Perreault